# 太極拳法
太極拳法（たいきょくけんぽう）は、張三丰が創始し、武当山において道家の間において修行されていたとされる拳法。武当内家拳とも、武当拳法・武当太極とも呼ばれる。
現在においても、張三丰が門人に伝えたものが、進展変化や発展分解して流派を創出したり、残存する武当派において伝承されているとする説もある。
映画《太極張三丰》において、張三丰の太極拳法をジェット・リーが再現して表演している。

## 概説
『太極拳論』、『太極拳釋名』、『十三勢歌』（一名『十三勢行功歌』）、『打手歌』の著者である王宗岳が張三丰の太極拳法を蒋発に伝えたとする説があるが、張三丰の武術は内家拳法であり、伝承者には王宗・陳州同・張松渓・葉近泉・王征南・黄百家がいるとされ、映画《太极张三丰》において、張三丰の武術を太極拳法であるとしているところから、内家拳法と太極拳法は同じものである可能性がある。
王征南の内家拳法は、現在行われている太極拳とは技法的には全く別のものであるが、内家拳法の技法を詳細に分析研究すると現在の太極拳の源流である可能性が高いとする説もある。内家拳法は技法においては点穴術を重視している。
陳家溝の陳長興は楊家太極拳の創始者の楊露禅に陳家溝に伝わる拳法を伝授した。後にその拳法は改編されながら、楊露禅の孫である楊澄甫により太極拳と名付けられた武術となり、それを受けて陳氏らも自らの拳法を陳家太極拳と呼び始めたとされている。

## 武当太極
武当太極は、以柔克剛（柔をもって剛を制す）、以四両撥斤（小さな力で大きな効果を出す）、そして後発先制（後の先=相手の動きの後に動いて制する）という発想に基づいた武術である。　修行においては、現在行われている太極拳のような単純な套路だけではなく、両儀、太極、無極の3種類の異なる段階の拳技や、巧法を、初級から高級までの段階で、動静、内外を兼ね備えて修行すると言う。
武当派太極拳法で残存しているものの1つとして、楊露禅に伝わった楊氏太極拳法などがあるとする説もある。

## 内家拳法の技法
技法は、「手法」、「歩法」、「技法」、「套路」および「経穴」に関する重要な規定がある。その技術的内容は以上の五つの要素から構成されている。経穴は死穴・唖穴・暈穴・咳穴・膀胱・蝦蟆・猿跳・曲池・鎮喉・解頭・合谷・内関・三里の穴位を攻めるとされている。
歩法は斫や削などといった手の動作を示す「手法三十五」と、碾歩や坐馬歩といった足 の動きを表す「歩法十八」がある。現在の太極拳と共通するものとして、歩法では、「碾歩、衝歩、撒歩、曲歩、蹋歩、斂歩、坐馬歩、釣馬歩、翻身歩、追歩、逼歩、斜歩、絞花歩」、手法では「斫、削、磕、靠、抹、敲、揺、擺、撒、挑、綰、衝、鉤、拈、起、倒、圧、発、挿、釣」などがある。
技術には長拳滾斫、分心十字、棄物投先、舜子投井、左右揚鞭、対環抱月、綰肘裏靠、擺肘逼門、推肘捕陰、剜心杵肋、彎弓大歩、順手牽羊、剪腕点節、猿猴献果、迎風鉄扇、烏雲掩月、紅霞貫日、仙人照掌、柳穿魚、燕抬腮、金剛跌、鉄門閂、一提金、双架筆、連枝箭、満肚疼、双推窗、乱抽麻、虎抱頭、四把腰などの独立した招式がある。
套路には六路として、祐神通臂為最高、斗門深鎖転英豪、仙人立起朝天勢、撒出抱月不相饒、揚鞭左右人難及、煞鎚衝擄両翅揺、十段錦として立起坐山虎勢、迴身急歩三追、架起双刀斂歩、滾斫進退三迴、分身十字急三追、架刀斫帰営寨、紐拳碾歩勢如初、滾斫退帰原路、入歩韜随前進、滾斫帰初飛歩、金鶏独立緊攀弓、坐馬四平両顧がある。